# Nederlandsche Maatschappij voor de Walvischvaart
De Nederlandsche Maatschappij voor de Walvischvaart NV (NMW) was een Nederlands bedrijf gevestigd in Amsterdam dat tussen 1946 en 1964 de walvisvaart bedreef in het Zuidpoolgebied. Met een fabrieksschip onder de naam Willem Barendsz en acht tot veertien vangschepen heeft de NMW tijdens achttien expedities in de wateren rond Antarctica in totaal 27.714 walvissen gedood en verwerkt.

## Ontstaan
Het bedrijf werd op 22 februari 1946 opgericht in Amsterdam. De directie werd gevoerd door het cargadoors- en scheepsagentuurbedrijf van de firma Vinke & Co te Amsterdam. De maatschappij kocht een Zweedse tanker die tot walvisfabrieksschip werd omgebouwd en nam acht vangschepen van een Noorse maatschappij over. Op 27 oktober 1946 vertrok de vloot uit Amsterdam richting Zuidpool voor de eerste expeditie.
De oprichting van de NMW was een initiatief van twee Amsterdamse scheepswerven, de Amsterdamsche Droogdok Maatschappij (ADM) en Nederlandsche Dok en Scheepsbouw Maatschappij (NDSM), die voor de Tweede Wereldoorlog verschillende buitenlandse walvisfabrieksschepen hadden omgebouwd en gerepareerd. Het was een voor Nederland geheel nieuwe bedrijfstak. Na het beëindigen van de Nederlandse jacht op walvissen in de Noordelijke IJszee in de negentiende eeuw was de ontwikkeling van de moderne walvisvaart in de Zuidelijke Oceaan vooral een aangelegenheid van Noorwegen en het Verenigd Koninkrijk geweest.

## Doel
Belangrijkste doel van de maatschappij was de productie van walvistraan. In Nederland bestond na de Tweede Wereldoorlog een groot tekort aan oliën en vetten, die men niet zelf produceerde en waarvoor men onvoldoende buitenlandse betaalmiddelen had om ze elders in te kopen. Vandaar dat de overheid het toejuichte dat een Nederlands bedrijf deze producten zelf via de vangst van walvissen ging winnen. Jarenlang verkocht de NMW vrijwel de gehele traanproductie aan het Voedselvoorziening Import Bureau (VIB), een semi-overheidsorgaan dat de traan tegen de wereldmarktprijs aankocht en doorverkocht aan bedrijven in de Nederlandse voedingsmiddelenindustrie, voor een groot deel aan Unilever. Een ander doel om de nieuwe bedrijfstak te starten was de werkgelegenheid.
De NMW bejoeg voornamelijk baleinwalvissen, met name de blauwe vinvis, gewone vinvis, bultrug en noordse vinvis. Deze leverden de hoogste hoeveelheden én de beste kwaliteit traan. Van de tandwalvissen werd incidenteel alleen de potvis bejaagd. Deze leverde een minder grote hoeveelheid en mindere kwaliteit traan. Wel werden hiervan enkele bijproducten gewonnen: de tanden, potvisolie (spermaceti), dat vloeibaar in de kop voorkomt en veel gebruikt werd als bindmiddel in de cosmetica-industrie of als hoogwaardige machine-olie. Andere bijproducten van de walvis waren vlees, vleesmeel, vitamine-olie, lever en soms het zeldzame en dure amber.
In 1951 sloot de NMW een garantiecontract met de Staat der Nederlanden. De prijs van oliën en vetten bleef, mede als gevolg van de Koreaanse Oorlog (1950/51), hoog en dus bleef het voor de overheid interessant om deze direct van een Nederlands bedrijf in te kopen. Als gevolg van het contract kon een nieuw, groter en moderner uitgerust walvisfabrieksschip gebouwd worden, dat beter toegerust was voor de verwerking van bijproducten. In 1957 was de capaciteit voor vleesmeel reeds vergroot en in 1959 kreeg het schip een diepvriesinstallatie zodat walvisvlees bewaard kon worden, dat later door een Japanse visserijmaatschappij met koelschepen werd overgeslagen.

## Vloot
De NMW bedreef de zogenaamde "pelagische walvisvaart', waarbij de jacht op en vangst en verwerking van walvissen door een vloot van schepen op volle zee plaatsvond. Voor de vangst zorgden kleine, snelle en wendbare vangschepen (jagers, Engels: catchers) met harpoenkanonnen voor op het schip. Zogenaamde boeiboten vervoerden de gedode walvis vervolgens naar een groot fabrieksschip, waar de verwerking plaatsvond en de uit de walvis gewonnen bestanddelen werden opgeslagen. Omdat jagers en fabrieksschip samen een eenheid vormden die lange tijd op volle zee geheel op elkaar aangewezen waren, werd een walvisfabrieksschip ook wel een walvismoederschip genoemd. Een tanker verzorgde tussentijds de bevoorrading van brandstof en de afvoer van walvistraan.
De NMW beschikte over een vloot van één fabrieksschip en acht tot veertien vangschepen. Vanwege de naoorlogse materiaalschaarste werden de eerste schepen aangekocht uit het buitenland: een tanker uit Zweden, omgebouwd tot walvisfabrieksschip Willem Barendsz (I), en acht vangschepen uit Noorwegen. De eerste vangschepen werden begin jaren vijftig vervangen door omgebouwde korvetten. Later werden ook nog enkele vangschepen nieuw gebouwd. De Willem Barendsz (I) heeft negen expedities meegemaakt. In 1951 bestelde de NMW een nieuw schip dat met ingang van het seizoen 1955/56 als Willem Barendsz (II) in dienst kwam. Ook met dit schip zijn negen expedities uitgevoerd.

## Bemanning
Op de schepen van de NMW werkten aanvankelijk vooral Nederlanders, later werden steeds vaker Zuid-Afrikanen geworven. Zeker voor het nautisch en dekpersoneel verschilde het werk op de schepen niet veel met schepen van de koopvaardij. De walvisvaart was grotendeels seizoenswerk en daarom voor mensen met bepaalde andere seizoensgebonden beroepen interessant. Het werk betaalde goed, er was veel overwerk en met bonussen kon de vaste gage vaak aardig verhoogd worden. Veel opvarenden waren afkomstig uit vissersplaatsen en de havens aan de Waddenzee.
Grote uitzondering vormden de harpoeniers (Engels: gunners) aan boord van de vangschepen. Dit was belangrijk en uitermate specialistisch werk dat maar door weinigen goed werd beheerst. Het waren vooral mannen uit typische harpoeniersfamilies woonachtig aan het zuidelijk deel van de Oslofjord, het hart van de Noorse walvisvaart, in plaatsjes als Tønsberg, Sandefjord en Larvik. De Noorse overheid verbood indiensttreding bij buitenlandse maatschappijen, een verbod dat sommige harpoeniers tegen forse geldbedragen wel wilden overtreden, waarmee ze zich enigszins buiten de eigen groep plaatsten. De NMW moest daarom soms hoge bedragen betalen om goede harpoeniers aan zich te binden. De trouw aan de maatschappij was gering en het verloop daardoor groot.
Tijdens het jachtseizoen bij de Zuidpool, gemiddeld 60 tot 120 dagen, werd in een tweeploegendienst van twaalf uur gewerkt. Het werk aan boord was hard en vuil en de omstandigheden waren zwaar. De relatief kleine vangboten hadden last van de vele stormen, maar het personeel op het flensdek van het fabrieksschip stond vaak urenlang in de vrieskou om de walvissen te ontleden. De thuiskomst was echter altijd weer een blijde gebeurtenis, met familie, vrienden en een muziekkorps op de kade. Aankomst en vertrek van de Willem Barendsz in Amsterdam waren in het naoorlogse Nederland belangrijke momenten die veel mensen op de been brachten en waarover altijd werd bericht in de nieuwsuitzendingen.

## Expedities
Tussen 1946 en 1964 ondernam de NMW 18 walvisvaartexpedities. Een vangstseizoen in de Antarctische wateren liep meestal van half december tot en met half maart. In totaal werden 27.714 walvissen gevangen, gemiddeld circa 1500 walvissen per expeditie. De hoeveelheden walvissen die gevangen mochten worden werden gereguleerd door de Internationale Walvisvaartcommissie (IWC), waartoe Nederland zich in 1946 ook had aangesloten. Alleen het fabrieksschip voer heen en weer naar Nederland, de jagers werden buiten het seizoen meestal opgelegd in Zuid-Afrika.
Overzicht van de walvisvaartexpedites door de Nederlandsche Maatschappij voor de Walvischvaart tussen 1946 en 1964, met datum van vertrek en aankomst van het moederschip in Nederland en het aantal gevangen walvissen
| #  | Vertrek           | Terug         | Aantal gevangen walvissen |
| -- | ----------------- | ------------- | ------------------------- |
| 1  | 27 oktober 1946   | 21 mei 1947   | 764                       |
| 2  | 4 oktober 1947    | 14 mei 1948   | 1290                      |
| 3  | 16 oktober 1948   | 8 mei 1949    | 1351                      |
| 4  | 2 november 1949   | 27 april 1950 | 1280                      |
| 5  | 7 oktober 1950    | 16 april 1951 | 1631                      |
| 6  | 26 september 1951 | 15 april 1952 | 1650                      |
| 7  | 1 november 1952   | 27 april 1953 | 1575                      |
| 8  | 28 oktober 1953   | 23 april 1954 | 1710                      |
| 9  | 27 oktober 1954   | 27 april 1955 | 846                       |
| 10 | 18 oktober 1955   | 14 april 1956 | 1665                      |
| 11 | 14 november 1956  | 2 mei 1957    | 1434                      |
| 12 | 2 november 1957   | 19 april 1958 | 1867                      |
| 13 | 24 oktober 1958   | 22 april 1959 | 2219                      |
| 14 | 7 november 1959   | 11 mei 1960   | 2081                      |
| 15 | 19 oktober 1960   | 8 mei 1961    | 2211                      |
| 16 | 24 oktober 1961   | 14 mei 1962   | 1628                      |
| 17 | 17 oktober 1962   | 10 mei 1963   | 1330                      |
| 18 | 16 oktober 1963   | 10 mei 1964   | 1182                      |

## Einde
Aan het begin van de jaren zestig werd de walvisvaart voor de NMW steeds onaantrekkelijker. De resultaten vielen steeds vaker tegen, het garantiecontract met de staat liep in 1962 af, de ontwikkelingen in de voedingsindustrie deden de vraag naar de belangrijkste producten verminderen en de afnemende walvisstand en de daardoor aanzienlijk lagere quota die de IWC vaststelde maakten het steeds moeilijker om de maatschappij winstgevend te houden. Na het seizoen 1963/1964 besloot de directie het bedrijf te staken.
Om de vangstrechten voor de seizoenen 1964/65 en 1965/66 te gelde te kunnen maken moest gelijktijdig ook het fabrieksschip verkocht worden. Dit gebeurde in 1964 maar zodanig dat het schip onmiddellijk weer teruggekocht werd. Daarna werd het schip doorverkocht aan een visserijonderneming in Zuid-Afrika, die het schip na de nodige verbouwingen zou gebruiken voor de productie van vismeel, visolie en diepvriesvis aan de Zuid-Afrikaanse kust. Hiertoe werd speciaal de Willem Barendsz Ltd opgericht, waarin de NMW tevens flink investeerde. Alle andere bezittingen, waaronder de jagervloot, werden eveneens verkocht, waarna de NMW alleen nog maar een houdstermaatschappij van Zuid-Afrikaanse aandelen was. De aandelen werden in mei 1967 aan Zuid-Afrikaanse belanghebbenden verkocht, waarna de NMW werd geliquideerd.